# ワンシチュエーション
映像作品におけるワンシチュエーションとは、1つの場所や状況（シチュエーション）だけで物語が完結している作品を指す。低予算で制作できることが利点で、作り手のアイディア次第の様々な作品が誕生している。

## 概要
ワンシチュエーション映画をジャンルとして確立した作品としては『キューブ』（1998年、カナダ）が挙げられ、『ソウ』（2004年、アメリカ合衆国）で特に限定されたシチュエーションでの極限状態を描く「ソリッド・シチュエーション」のジャンルが生まれた。代表的な2作以外にも『127時間』（2010年、アメリカ合衆国）や『THE GUILTY/ギルティ』（2018年、デンマーク）などのスリラー映画が多く挙げられ、「ソリッド・シチュエーション・スリラー」という1つのジャンルとしても扱われている。場所を限定する作品が大勢を占める一方で『スピード』（1994年、アメリカ合衆国）のような「一定以上の速度で走り続けなければならない」という状況設定もシチュエーションとして扱われる。
シチュエーションを固定する手法はコメディ作品にも多く、日本では『笑の大学』（2004年）などの三谷幸喜の作品がよく知られている。シチュエーションを限定したコメディ作品は「シットコム（シチュエーション・コメディ）」とも呼ばれる。